# Clarion Hotel Post
Clarion Hotel Post är ett hotell i Göteborg, ritat av arkitektkontoret Semrén & Månsson. Hotellet byggdes i det Gamla posthuset i Göteborg och kompletterades med en högre tillbyggnad. Hotellet invigdes 26 januari 2012.
Hotellfastigheten ägs av Home Properties som kontrolleras av Petter Stordalen och drivs av Strawberry under varumärket Clarion Hotels.
Hotellets huvudentré är från Drottningtorget och den andra från Åkareplatsen. Clarion Hotel Post har 500 rum inklusive tre sviter, en stor eventlokal som rymmer 1000 personer samt 19 konferensrum. Det finns två restauranger och barer, bistro, bar och grill samt en pool på taket med utsikt över Göteborg. Den totala ytan är på 36 700 kvadratmeter och kostade sammanlagt 1,4 miljarder SEK att färdigställa.